# Panenteizm
Panenteizm (gr. pán en theós – wszystko w Bogu) – pogląd religijno-filozoficzny, który wyznaje połączenie teizmu z panteizmem. 
W teizmie Bóg zachowuje osobową odrębność od świata, w panteizmie zaś immanentnie istnieje w świecie. Aby połączyć ze sobą te dwa poglądy, panenteiści wskazują na element łączący obie tezy: Bóg zawiera w sobie cały świat, ale świat go nie wyczerpuje.